# Vernetta Lesforis
Vernetta Lesforis (sinh ngày 4 tháng 5 năm 1975) là một vận động viên chạy nước rút người Saint Lucia chuyên về 400 mét.
Lesfrois theo học tại Missouri Valley College.
Cô đã giành huy chương vàng tại Giải vô địch Trung Mỹ và Caribe năm 1999  trong thời gian tốt nhất trong sự nghiệp là 52,21 giây. Cô cũng đã tham dự Thế vận hội Olympic 2000 mà không lọt vào vòng chung kết.